# 아다 요나트
아다 요나트(히브리어: עדה יונת [ˈada joˈnat], 1939년 6월 22일 ~ )는 리보솜의 구조를 알아내는 것의 개척자로서 잘 알려진 이스라엘의 결정학자이다. 그녀는 현재 Weizmann Institute of Science의 소속이며 Helen and Milton A. Kimmelman Center의 지도자이다. 2009년, 그녀는 리보솜의 기능과 구조에 대한 연구로 노벨 화학상을 벤카트라만 라마크리시난(미국)과 토머스 스타이츠(미국)과 함께 받음으로써 노벨상을 수상한 첫 번째 이스라엘 여성이 되었다. 하지만, 그녀는 여성이 노벨상을 받는 것은 전혀 특별하지 않은 것이라고 말했다.

## 성장기
아다 요나트 예루살렘에서 태어났으며 그녀의 가족은 식료품가게를 하였으나 가난하였다. 그녀의 가족은 비좁은 막사에서 다른 가족들과 살았고, 그러한 과정을 통해 요나스는 책이 가장 중요하다는 것을 깨달았다. 그녀의 가족은 가난했지만 그녀에게 좋은 교육을 보장해주기 위하여 그녀를 고소득층에 속하는 자녀들이 다니는 학교에 보냈다. 그녀의 아버지는 42세에 돌아가셨고, 수업료를 낼 수 없었지만 Tichon Hadash high school에서 받아주었다. 그녀는 폴란드계 프랑스인 과학자인 마리 퀴리가 롤모델은 아니었지만 그녀에게 영감을 받았다고 말했다. 그녀는 대학을 위해 예루살렘으로 돌아와 Hebrew Universoty of Jerusalem에서 1962년에 화학에 관하여 학사 학위를 땄고 1964년에 생화학으로 석사 학위를 땄다. 1968년에 X-Ray 결정학에 관하여 박사 학위를 땄다. 그녀는 Sheba Medical Center에서 의사로 있는 딸이 있고 손녀가 한 명 있다. 그녀는 모든 하마스(팔레스타인의 반이스라엘 과격단체)의 포로들의 해방을 요구하면서 "팔레스타인의 포로들을 가지고 있는 것은 이스라엘과 이스라엘 국민을 해치려는 그들의 동기를 부여하는 일이며, 우리가 어떠한 포로들도 가지고 있지 않다면 그들은 군인들을 납치해갈 이유가 없을 것이다."라고 말했다.

## 업적

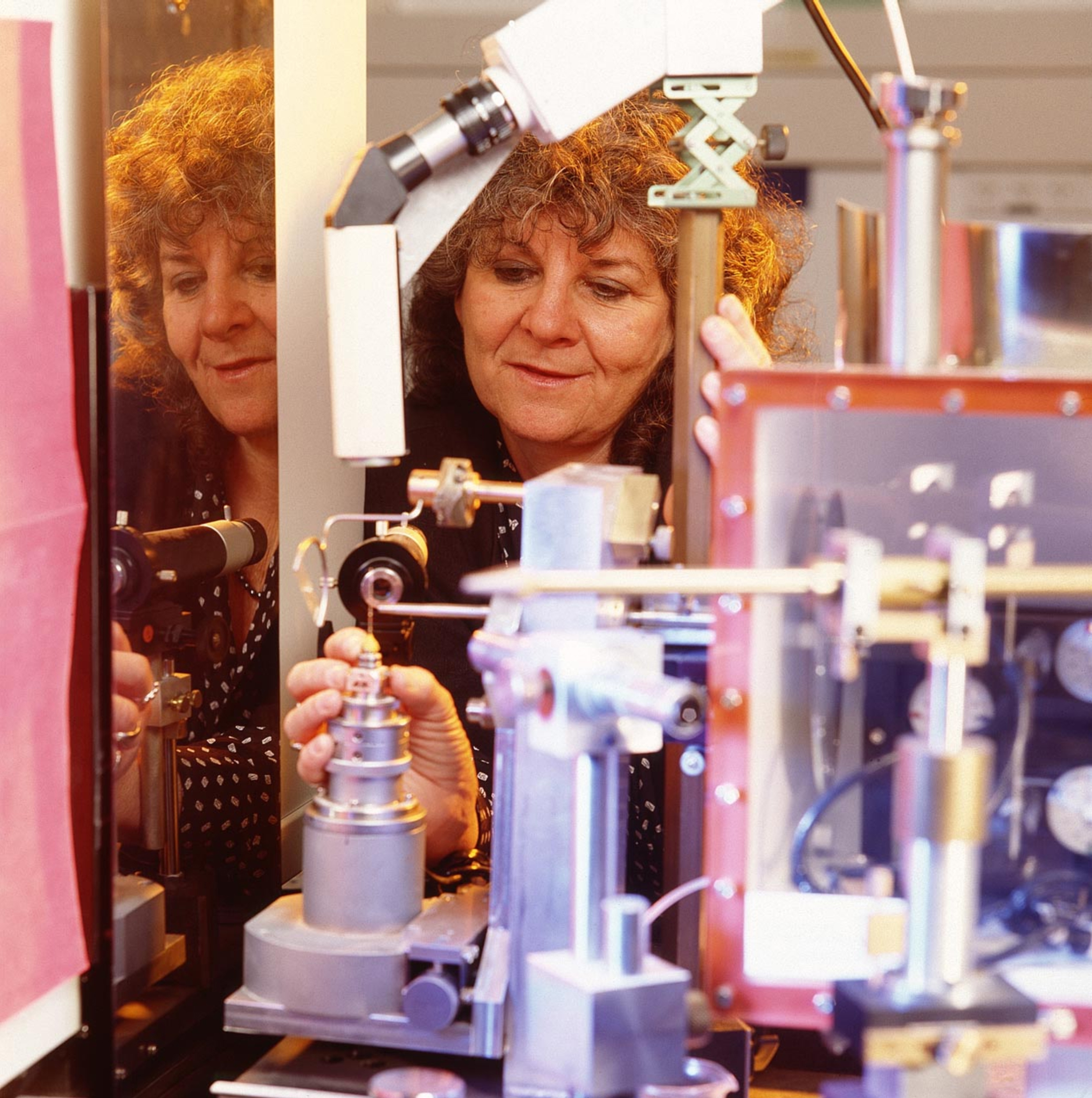
바이츠만 과학 연구소의 아다 요나트

1970년에 아다 요나스는 이스라엘의 유일한 단백질 결정학 실험실이었던 곳에서 십년동안 근무하였으며 1979년부터 1984년까지 그녀는 막스 플랑크 재단의 분자생물학 실험실을 이끌었으며 그외에도 여러 실험실의 좌장으로서 많은 실험들을 하였다. 아다 요나스는 국제 과학 협회의 상당한 비판에도 불구하고 그녀가 20년 동안 개척해왔던 연구인 리보솜 결정학을 통해 단백질 합성의 기작에 초점을 두고 있다. 리보솜은 RNA를 번역하여 단백질을 합성하는 역할을 하는 장소로서 크기가 크고 복잡한 구조를 가진 세포질에 위치한 분자 중 하나이다. 이러한 리보솜을 연구하여 그녀는 리보솜의 서브유닛과 비대칭적인 리보솜을 발견하였으며 리보솜에 폴리펩타이드 중합과정을 지시하는 부분이 있다는 것을 밝혔다. 결과적으로 그녀는 리보솜이 펩타이드 결합 등에 적합한 리보자임이라는 것을 보였다. 또한 그녀는 리보솜이 종종 항생제의 타켓이 된다는 사실을 통해 리보솜을 타겟으로 하는 20여 가지의 항생제의 활동 방식에 대해 밝혔으며 이를 통해 항박테리아 의약을 개발하는 연구의 많은 도움을 주었다. 아다 요나스는 ribosomal crystallography를 가능하게 하기 위해 창의적인 기술을 소개하였는데, 이는 구조생물학의 보편적인 기술이 되었으며 복잡한 연구들을 진행할 수 있게 해주었다. 아다 요나스는 벤카트라만 라마크리시난(미국)과 토머스 스타이츠(미국)와 함께 세포 내 소기관인 리보솜에서 단백질이 만들어지는 과정을 규명하여 리보솜의 3차원 구조를 밝힌 연구로 2009년에 노벨화학상을 수상하였다. 특이한 점은 3인이 오래전부터 아는 사이이긴 하지만 공동연구가 아니라 각자 독자적인 방법으로 공동목표를 향해 나아가는 경쟁하는 사이였다는 것이다.

## 수상 실적 및 영예
아다 요나스는 미국 과학 아카데미, 미국 예술 과학 아카데미, 이스라엘 과학 및 인문학 아카데미, 유럽 과학 및 예술 아카데미, 그리고 유럽 분자 생물학 기구의 회원이다. 2014년 10월 18일에 아다 요나스는 포페 프란시스에 의해 교황학술원의 보통회원으로 임명되었다.
그녀의 수상 실적 및 영예는 다음과 같다.
- In 2000, the first European Crystallography Prize;
- In 2002, the Israel Prize, for chemistry
- In 2006, the Wolf Prize in Chemistry (co-recipient with George Feher) "for ingenious structural discoveries of the ribosomal machinery of peptide-bond formation and the light-driven primary processes in photosynthesis"
- In 2007, the Paul Ehrlich and Ludwig Darmstaedter Prize;
- In 2008, she became the first Israeli woman to win the L'Oréal-UNESCO Awards for Women in Science|L'Oréal-UNESCO Award for Women in Science for her vital work identifying how bacteria become resistant to antibiotics
- In 2008, the Albert Einstein World Award of Science for her pioneering contributions to protein biosynthesis in the field of ribosomal crystallography and her introduction of innovative techniques in cryo bio-crystallography.
- In 2009, the Nobel Prize in Chemistry (co-recipient with Thomas Steitz and Venkatraman Ramakrishnan).
- As well as the Harvey Prize from Technion - Israel Institute of Technology, the Kilby Prize, the F.A. Cotton Medal for Excellence in Chemical Research of the American Chemical Society, the Anfinsen Award of the International Protein Society, the Paul Karrer Gold Medal from the University of Zurich, the Massry Prize from the Keck School of Medicine, University of Southern California in 2004, the Datta Lectureship and Medal of the Federation of European Biochemical Societies, the Fritz Lipmann Award of the German Biochemical Society and the Louisa Gross Horwitz Prize from Columbia University.

## 같이 보기
- 여자 노벨상 수상자 목록